# コンフィデンス (映画)
『コンフィデンス』（Confidence）は、2003年のアメリカ合衆国のクライム・スリラー映画。監督はジェームズ・フォーリー、出演はエドワード・バーンズとレイチェル・ワイズなど。切れ者の天才詐欺師が有能な仲間たちと組んで銀行から500万ドルを騙し取る犯罪計画を立案・実行していく姿を描いている。

## ストーリー
ジェイク・ヴィグ(エドワード・バーンズ)率いる4人組詐欺グループが、ある日、一人の会計士から大金を詐取することに成功する。数日後、メンバーの一人ビッグ・アル(ルイス・ロンバルディ)が射殺体で発見され、残りのメンバー3人は盗んだ金がLAの犯罪王キング(ダスティン・ホフマン)のものだったことを知る。ジェイクはキングの元に出向き、金を返す代わりに、キングの旧敵の銀行家モーガン・プライス(ロバート・フォスター)から詐欺で金を巻き上げることを約束する。
ジェイクは残りの仲間のゴドー(ポール・ジアマッティ)、マイルス(ブライアン・ヴァン・ホルト)と、一匹狼の女掏摸・リリー(レイチェル・ワイズ)を集める。キングの指示で、キングの子分ルーパス(フランキー・G)も仲間に加わる。
詐欺計画は、モーガンの銀行の副部長を抱き込み、架空の儲け話の資金として銀行の金をオフショア口座に電信振込させるというものだった。しかし、ジェイクを数年に渡って追うビュターン特別捜査官(アンディ・ガルシア)がLAに現れ、計画の歯車は狂い始める。ビュターンは、ジェイクの馴染みの汚職刑事マンザーノ(ルイス・ガスマン)とウィットワース(ドナル・ローグ)を抱き込み、ジェイクの計画に一枚噛むように仕向ける。
ビュターンの登場で神経質になったジェイクは計画の中止を提案する。ジェイクはリリーにも怒鳴り散らし、彼女は計画から去る。しかしルーパスは、計画中止を知ればキングがジェイクたちを拷問して殺すだろうと脅す。結局、計画はリリー抜きで続行することになった。
ジェイクたちは副部長をまんまと騙し、ベリーズで待つゴドーの元に500万ドルを送金させた。金を入れたスポーツバッグを手に計画通りオンタリオ国際空港に到着したゴドーだが、そこにはビュターン捜査官とキングの手下たちが待ち構えていた。ビュターンは金を押収し、キング一味を逮捕したが、ゴドーは姿を消した。
そうとは知らずキングが金を確保したと信じ込んだルーパスは、アルを殺したのは自分だとジェイクに明かし、ジェイクに銃口を向ける。発砲音とともに倒れたのは、しかし、ルーパスだった。撃ったのはプライスの手下トラヴィス(モリス・チェストナット)。計画から抜けたリリーが、その足でプライスにすり寄り、計画を暴露していたのだった。リリーの話を聞いたプライスは、どんな手で自分の金を狙ったのか聞いてくるようトラヴィスに命じていた。
ジェイクを捉えたトラヴィスは、計画のすべてを白状させることはできたが、肝腎の金の在り処を聞き出せずにいた。その最中、ジェイクへの怒りが収まらないリリーが、ジェイクを撃ってしまう。慌てたトラヴィスはリリーを追い払い、自身もその場から去る。
数分後、そこに車で現れたのは押収したはずのスポーツバッグを持ったビュターン捜査官だった。そして、死んだと思われたジェイクが血溜まりから起き上がる。
この詐欺計画の真の結末が明らかにされる時がきた。リリーの計画離脱は、ルーパスとキングを騙すためのフェイクだったのだ。ビュターンはジェイクを追い詰めた際に買収されて以来の古い馴染みで、この計画のためLAに呼ばれた5人目の仲間だった。ジェイクが撃たれたのは、彼の得意スタイルである、血糊を仕込んだベストを用いた演技だった。
こうして、キング一味、プライス一味、汚職刑事らすべてを騙しきった4人は、成功を祝いつつ大金とともに車で夜の街に消えていく。

## キャスト
※括弧内は日本語吹替
- ジェイク・ヴィグ - エドワード・バーンズ（平田広明）

詐欺師。仲間の死を見ても無暗に動かない冷徹な性格。迷信を気にするタイプ。
- リリー - レイチェル・ワイズ（井上喜久子）

スリ。ジェイクにスカウトされて仲間に加わる。
- ゴドー - ポール・ジアマッティ（辻親八）

ジェイクの仲間。仲間に対する情は厚い。
- マイルス - ブライアン・ヴァン・ホルト（楠大典）

ジェイクの仲間。
- ルーパス - フランキー・G（星野貴紀）

キングの部下。アルを殺害した張本人。
- ウィンストン・キング - ダスティン・ホフマン（野沢那智）

暗黒街の大物。気性が激しい。かなりの好色で女性たちにショーをさせた上でショーのやり方にも細かく注文を付ける凝り性。
- ガンサー・ビュターン - アンディ・ガルシア（石田圭祐）

特別捜査官。ジェイクを追う立場だが実はジェイクの仲間。
- モーガン・プライス - ロバート・フォスター（佐々木梅治）

銀行家。キングの旧敵。父親はマフィアの弁護士。マネーロンタリングなどを行う組織の長。
- トラヴィス - モリス・チェストナット（相沢正輝）

プライスの部下。
- マンザーノ - ルイス・ガスマン（石住昭彦）

汚職刑事。
- ウィットワース - ドナル・ローグ（横島亘）

汚職刑事。
- ハーリン - タイニー・リスター・Jr.（乃村健次）
- レオン・アシュビー - ジョン・キャロル・リンチ（谷昌樹）

銀行員。法人融資の副部長。恋人も友達もいない孤独な人間。
- ローゼン・アーティ - マイケル・デンプシー（魚建）

特別捜査官。
- ビッグ・アル - ルイス・ロンバルディ（魚建）

ジェイクの仲間。ベトナムから帰還した元兵士の父がいる。殺害されて死体となって発見される。
- ライオネル・ドルビー - リーランド・オーサー（駒谷昌男）

会計師。失態を犯したことで殺害される。
- Mr.ルイス - ロバート・パイン（秋元羊介）

## 評価
レビュー・アグリゲーターのRotten Tomatoesでは157件のレビューで支持率は69%、平均点は6.30/10、批評家の一致した見解は「街で一番のペテン師ではないかもしれないが、それでもこの映画は華やかなキャストで何とか楽しませてくれる。」となった。Metacriticでは35件のレビューを基に加重平均値が59/100となった。